# Abisara delicata
Abisara delicata е вид насекомо от семейство Riodinidae. Видът е почти застрашен от изчезване.

## Разпространение
Разпространен е в Малави и Танзания.